# Тёрнидж, Аллен
Аллен Хэл Тёрнидж (англ. Allen Hal Turnage; 3 января 1891, Фармвилл, Питт, Северная Каролина, США — 22 октября 1971, Walter Reed National Military Medical Center, Мэриленд) — американский военный, генерал Корпуса морской пехоты США. Он получил военно-морской крест и медаль «За выдающуюся службу» во время командования 3-й дивизией морской пехоты в Бугенвиле и Гуаме во время Второй мировой войны.

## Биография
Аллен родился 3 января 1891 года в Фармвилле (Северная Каролина).
Он учился в Университете Северной Каролины, а 17 ноября 1913 года поступил в морскую пехоту в качестве второго лейтенанта.
После 17-месячного обучения в офицерском училище морской пехоты в Норфолке, штат Вирджиния, он присоединился к Первой бригаде в Гаити в 1915 году и участвовал в экспедициях против враждебного Какоса в Северной Гаити, а затем до августа 1918 года служил в Гаитянской полиции.
Почти сразу же он был отправлен во Францию, где служил командиром пулемётного батальона 5-й бригады морской пехоты.
После Первой мировой войны он был инструктором в офицерском училище морской пехоты в Квантико. С 1922 по 1925 год вновь служил в жандармерии Гаити. Позже, в период между двумя командировками в штаб морской пехоты, он был назначен Морским корпусом в штаб 4-й и 3-й дивизий боевых кораблей.
В 1935 году генерал Тёрнидж был назначен директором Офицерской средней морской школы при Филадельфийской верфи, после чего он служил в 1-м батальоне 5-го полка морской пехоты командиром батальона и старшиной полка, соответственно. В 1939 году он был командиром морской пехоты в Северном Китае и командиром подразделения морской пехоты американской миссии в Пекине, получив соответствующий приказ за рубежом. В апреле 1941 года он вернулся в штаб морской пехоты и служил директором Отдела планирования и политики (англ. Division of Plans and Policies).
В июне 1942 года Аллену было приказано в Базе морской пехоты в Лежене (Северная Каролина) взять на себя командование базой и её учебным центром, что включало организацию и подготовку двух полковых боевых групп для 3-й морской дивизии. В октябре 1943 года он присоединился к новообразованной 3-й морской дивизии в качестве помощника командира дивизии, став в сентябре 1943 года командующим на Гвадалканале. Затем он руководил дивизией во время высадки в заливе Августа, Бугенвиль, в 1943 году, и при повторном захвате Гуама в 1944 году.
После двух лет службы в 3-й дивизии, в сентябре 1944 года генерал Тёрнаж был назначен начальником штаба морской пехоты, а затем помощником коменданта морской пехоты. В мае 1946 года его альма-матер, Университет Северной Каролины, присвоил ему почетное звание доктора права. Его последним назначением был пост командующего морскими силами флота в Тихоокеанском регионе.
Генерал Тёрнидж ушел в отставку с действительной службы 1 января 1948 года и после выхода на пенсию был повышен до четырёх звезд в связи с тем, что ему была дана особая похвала за героизм в бою.
Аллен скончался 22 октября 1971 года в Военно-морском госпитале и был похоронен с полными воинскими почестями в секции 5 Арлингтонского национального кладбища.
Вместе с ним похоронена его жена, Ханна Пайк Торри Тёрнидж (23 октября 1895 — 20 марта 1982).

## Награды
|                            |                            |                            |                                                                                      |
|                            |                            | Бронзовая звезда за службу | Бронзовая звезда за службу · Бронзовая звезда за службу                              |
| Бронзовая звезда за службу |                            | Бронзовая звезда за службу |                                                                                      |
|                            | Бронзовая звезда за службу |                            | Бронзовая звезда за службу · Бронзовая звезда за службу · Бронзовая звезда за службу |
|                            |                            |                            |                                                                                      |